# Psychotria tricephala
Psychotria tricephala är en måreväxtart som först beskrevs av Johannes Müller Argoviensis, och fick sitt nu gällande namn av Daniela Cristina Zappi. Psychotria tricephala ingår i släktet Psychotria och familjen måreväxter. Inga underarter finns listade i Catalogue of Life.